# Traité de Marrakech
Le Traité de Marrakech (officiellement le Traité de Marrakech visant à faciliter l'accès des aveugles, des déficients visuels et des personnes ayant d'autres difficultés de lecture des textes imprimés aux œuvres publiées, familièrement MVT ) est un traité sur le droit d'auteur adopté à Marrakech (Maroc) le 28 juin 2013,. Le 30 juin 2016, 20 instruments de ratification ou d'adhésion des parties éligibles ont été déposés, ce qui a permis son entrée en vigueur, trois mois plus tard, le 30 septembre 2016.  En novembre 2024, le traité comptait 98 parties contractantes couvrant 124 États membres de l'OMPI, l'Union européenne y ayant adhéré en bloc.  

## Traité
Le traité prévoit des exceptions au droit d'auteur pour faciliter la création de versions accessibles de livres et d'autres œuvres protégées par le droit d’auteur pour les personnes malvoyantes. Il établit une norme pour les pays qui ratifient le traité afin d'avoir une exception nationale au droit d'auteur couvrant ces activités et permettant l'importation et l'exportation de ces matériaux. 
Soixante-trois pays ont signé le traité à l'issue de la conférence diplomatique de Marrakech. La ratification de 20 États était nécessaire pour que le traité entre en vigueur; la 20e ratification a été reçue le 30 juin 2016, et le traité est entré en vigueur le 30 septembre 2016. Il s'agit du traité le plus ratifié de l'histoire de l'OMPI. 

## Histoire
Le traité vise à remédier à une « pénurie de livres » pour les personnes qui ne peuvent pas accéder aux documents imprimés standard.  Avant la mise en œuvre du traité, l’Union mondiale des aveugles estimait que plus de 90 % des œuvres protégées par le droit d’auteur n’étaient pas produites dans des formats accessibles.  Dans les pays en développement, plus de 99 % des documents publiés sont inaccessibles à ceux qui utilisent le braille, les gros caractères ou les formats audio. 
Avant la signature du traité, moins d’un tiers des pays prévoyaient une exception au droit d’auteur pour permettre le partage d’œuvres avec des personnes handicapées sans l’autorisation du titulaire du droit d’auteur.  Cependant, même lorsque ces exemptions de droits d’auteur étaient présentes, les pays individuels ne pouvaient pas partager de matériel entre eux. À titre d'exemple, l'Union mondiale des aveugles note : « En Espagne, par exemple, il existe environ 100 000 livres accessibles, alors que l'Argentine n'en compte que 25 000 environ. Pourtant, les livres accessibles d'Espagne ne peuvent pas être exportés légalement en Argentine ou dans d'autres pays hispanophones. »  De plus, lorsque des exemptions de droits d'auteur existaient, elles n'étaient pas toujours de nature uniforme. Les États-Unis disposent depuis longtemps de l’amendement Chafee, qui permet, entre autres, l’existence du Service national de bibliothèque pour les aveugles et les personnes incapables de lire les textes imprimés. Toutefois, cette exemption du droit d’auteur avant le traité ne s’appliquait qu’aux œuvres littéraires non dramatiques déjà publiées.  En revanche, l’Australie disposait déjà, avant le traité, d’exemptions de droits d’auteur qui s’appliquaient à toutes les œuvres littéraires et dramatiques. L’établissement d’un traité avait pour objectif de créer un ensemble de règles visant à faciliter le partage de toutes sortes d’œuvres au-delà des frontières internationales.  

## Ratification

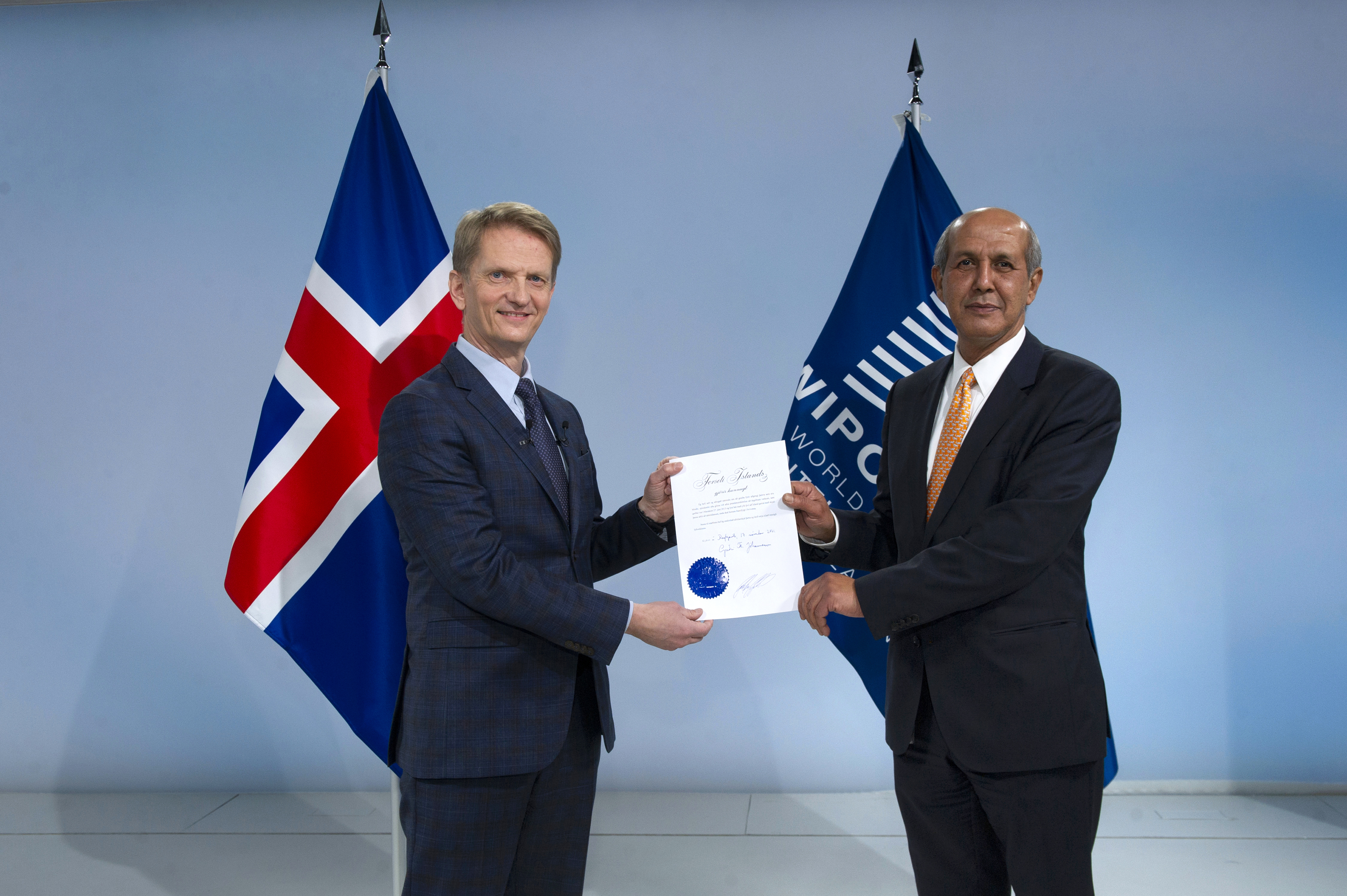
En 2021, l'Islande rejoint le traité de Marrakech, en en devenant ainsi le 109e état membre.

L’Inde a été le premier pays à ratifier le traité , le 24 juillet 2014.  
En 15 octobre 2018, 80 pays avaient signé le Traité et 92 États l'avaient ratifié, y compris les 28 États membres de l'UE qui l'avaient ratifié en une seule entité (notification numéro 45),  et plus récemment la Serbie. 
L'Union européenne a ratifié le traité pour l'ensemble des 28 membres le 1er octobre 2018. Les dispositions du traité sont entrées en vigueur dans l'UE (y compris au Royaume-Uni) le 1er janvier 2019. 
Le 20 septembre 2017, la Commission européenne a publié une directive et un règlement sur le traité de Marrakech qui devaient être transposés en droit national, dans les 28 États membres; la date limite de transposition était le 11 octobre 2018 . Les États membres ont été tenus de mettre à jour leurs lois nationales pour mettre en œuvre les exigences du traité plus tard en 2018. Cela fait suite à un processus long et parfois controversé qui a commencé peu de temps après l'adoption du traité. En mars 2015, le Conseil de l'Union européenne a accusé la Commission européenne de retarder l'adoption du traité par l'UE et a invité la Commission à "soumettre sans délai la proposition législative nécessaire",.  
Certains États membres de l'UE ont continué de s'opposer. 
Le 28 juin 2018, le Sénat américain l'a approuvé ainsi que le projet de loi de mise en œuvre S. 2559  sans opposition apparente ; la Chambre a approuvé l'article 2559 par consentement unanime le 25 septembre 2018. Le projet de loi et le traité ont été promulgués par le président Trump le 9 octobre 2018. En conséquence, le 8 février 2019, les États-Unis d'Amérique ont officiellement adhéré au traité.
Le Royaume-Uni a quitté l’UE le 31 janvier 2020.  mais était couvert par la ratification du traité par l'UE jusqu'au 31 décembre 2020. Le Royaume-Uni a déposé son instrument de ratification le 1er octobre 2020.  Cela signifie que le 1er janvier 2021, le Royaume-Uni est devenu une partie contractante à part entière.
Au 26 novembre 2024, 98 Parties contractantes (124 pays) dans le monde avaient ratifié ou adhéré au traité de Marrakech.  

## Initiatives
L’Accessible Books Consortium (ABC), lancée en 2014, a été conçu comme “une initiative possible, parmi d’autres, pour atteindre concrètement les buts du traité de Marrakech". 